# Одружені … та з дітьми (сезон 2)
На початку другого сезону телесеріалу «Одружені … та з дітьми», Келлі показана, як звичайна дівчина зі звичайним інтелектом. Але до кінця сезону, її характер дуже змінились: вона стала легковажною і дурненькою. Також у цьому сезоні вперше вимовляється фраза «Bundy Cheer» і вперше повідомляється, що родина живе у Чикаго.
| № | Дата показу        | Оригінальна назва                   | Українська назва                              | Сценарист(и)                | Режисер(и)  |
| --- | ------------------ | ----------------------------------- | --------------------------------------------- | --------------------------- | ----------- |
| 2.01 | 11 жовтня, 1987    | Buck Can Do It                      | Бак це зможе                                  | Марсі Восбург, Сенді Спранг | Лінда Дей   |
| Один з сусідів Банді погрожує подати на них до суду, коли собака Банді намагається подружитись з їхньою собакою. Сусіди просять Банді каструвати собаку, що Ел відмовляється робити.                                          |                    |                                     |                                               |                             |             |
| 2.02 | 27 вересня, 1987   | Poppy's By the Tree, Part 1         | У Поппі біля дерева, частина 1                | Майкл Г. Мойє, Рон Левітт   | Лінда Дей   |
| Банді їдуть відпочивати у Флориду і зупиняються у запущеному, брудному готелі. Проблеми випереджують їх, коли колишній кілер, який ненавидить туристів, також з'являється там.                                                |                    |                                     |                                               |                             |             |
| 2.03 | 27 вересня, 1987   | Poppy's By the Tree, Part 2         | У Поппі біля дерева, частина 2                | Майкл Г. Мойє, Рон Левітт   | Лінда Дей   |
| Кілер викрадає Пеггі. Тепер Ел повинен її врятувати. |                    |                                     |                                               |                             |             |
| 2.04 | 4 жовтня, 1987     | If I Were a Rich Man                | Якби я був багатієм                           | Рон Бурла                   | Лінда Дей   |
| Ел та Стів приходять до банку, де Стів тримає гроші, і на наступний день банк оголошує про зникнення одного мільйона доларів. Пеггі та діти, дізнавшись про це, підозрюють, що Ел вкрав гроші і що вони тепер заможна родина. |                    |                                     |                                               |                             |             |
| 2.05 | 25 жовтня, 1987    | For Whom the Bell Tolls             | Для кого дзвонить дзвінок?                    | Річард Гурман, Кетрін Грін  | Лінда Дей   |
| Телефонна компанія відмикає зв'язок у будинку Банді після того, як Ел відмовляється заплатити за дзвінки, які він не здійснював. Це дратує Пеггі, Келлі, та усіх сусідів.                                                     |                    |                                     |                                               |                             |             |
| 2.06 | 18 жовтня, 1987    | Girls Just Want to Have Fun, Part 1 | Дівчата просто хочуть повеселитись, частина 1 | Трейсі Гембл, Річард Ваці   | Лінда Дей   |
| Марсі та Стів сваряться, що приводить Марсі до Пеггі та її друзів, які вирушають до стрип-клубу, де Марсі випадково втрачає свою обручку... у дуже пікантному місці.                                                          |                    |                                     |                                               |                             |             |
| 2.07 | 18 жовтня, 1987    | Girls Just Want to Have Fun, Part 2 | Дівчата просто хочуть повеселитись, частина 2 | Трейсі Гембл, Річард Ваці   | Лінда Дей   |
| Ел отримує обручку Марсі, теперь жіноча таємниця стає відома чоловікам. Ел переконує Стіва дати відчути Марсі її провину перед ним і одночасно допитує Пеггі, навіщо їй знадобився стрип-клуб?                                |                    |                                     |                                               |                             |             |
| 2.08 | 1 листопада, 1987  | Born to Walk                        | Народжений щоб ходити                         | Джон Ворхауз                | Лінда Дей   |
| Ел провалює екзамен з водіння, щоб продовжити свої водійські права, тоді як у той ж день Келлі отримує свої. |                    |                                     |                                               |                             |             |
| 2.09 | 8 листопада, 1987  | Alley of the Dolls                  | Алея з ляльок                                 | Сенді Спранг, Марсі Восбург | Лінда Дей   |
| Пеггі зустрічається зі старою шкільною суперницею, і дві родини знову ставлять питання про першість на змаганнях з боулінгу. Коли родина Банді втрачає одного гравця, Стів повинен вступити у гру, щоб допомогти друзям.      |                    |                                     |                                               |                             |             |
| 2.10 | 10 листопада, 1987 | The Razor's Edge                    | Лезо бритви                                   | Еллен Л. Фогл               | Джеррі Коен |
| Сварка Стіва з Марсі з приводу бороди, яка у нього нещодавно з'явилася, приводить до того, що Стів проводить декілька ночей у Банді, чому кожен дуже радий... окрім Пеггі та Марсі.                                           |                    |                                     |                                               |                             |             |
| 2.11 | 22 листопада, 1987 | How Do You Spell Revenge?           | Як звучить помста?                            | Ральф Фаркер                | Лінда Дей   |
| Ел намагається покращити навички Пегги з софтболу, тоді як хлопець Келлі прохає її зробити татуювання як доказ їхнього взаїмного кохання.                                                                                     |                    |                                     |                                               |                             |             |
| 2.12 | 6 грудня, 1987     | Earth Angel                         | Земний ангел                                  | Еллен Л. Фогл               | Лінда Дей   |
| Бад зустрічає у парку 21-річну творчо обдаровану студентку і приводить її до будинку Банді. Здається, що усім вона сподобалась, окрім Марсі, яка збирається позбавитись від неї.                                              |                    |                                     |                                               |                             |             |
| 2.13 | 20 грудня, 1987    | You Better Watch Out                | Тобі краще бути обережним                     | Кетрін Грін, Річард Гурман  | Лінда Дей   |
| Різдвяний епізод розповідає історию про Санта-Клауса, який трохи запізнився і впав з саней просто на володіння Банді. |                    |                                     |                                               |                             |             |
| 2.14 | 10 січня, 1988     | Guys and Dolls                      | Хлопці та ляльки                              | Сенді Спранг, Марсі Восбург | Лінда Дей   |
| Ел та Стів повинні вирушити на пошуки старої ляльки Барбі, яку вони проміняли на дві рідкісні бейсбольні карти, не знаючи, що це улюблена лялька Марсі, яку вона хотіла б зберегти.                                           |                    |                                     |                                               |                             |             |
| 2.15 | 24 січня, 1988     | Build a Better Mousetrap            | Будівництво кращої мишоловки                  | Рон Левітт, Майкл Г. Мойє   | Лінда Дей   |
| Хитра миша пробирається до будинку Банді. Беручи відповідальність на себе, і відмовившись від виклику спеціаліста, Ел вирішує вбити мишу, навіть якщо це означає, що він повинен рознести увесь будинок.                      |                    |                                     |                                               |                             |             |
| 2.16 | 7 лютого, 1988     | Master the Possibilities            | Майстер можливостей                           | Рон Левітт, Майкл Г. Мойє   | Лінда Дей   |
| Листоноша доставляє кредитну карту з грошима, виділеними для собаки, і Банді починають витрачати їх. |                    |                                     |                                               |                             |             |
| 2.17 | 14 лютого, 1988    | Peggy Loves Al, Yeah, Yeah, Yeah    | Пеггі кохає Ела, так, так, так                | Ральф Фаркер                | Джеррі Коен |
| У День Св. Валентина Бад очікує на свою першу «валентинку», а у Келлі їх дуже багато, тому важко вибрати, Стів планує відвезти Марсі на Гаваї, а Пеггі мріє, щоб Ел просто сказав їй «я тебе кохаю».                          |                    |                                     |                                               |                             |             |
| 2.18 | 21 лютого, 1988    | The Great Escape                    | Велика втеча                                  | Еллен Л. Фогл               | Лінда Дей   |
| У будинку Банді труять комах, тому родина вимушена провести ніч у взуттєвому магазині, звідки Келлі намагається втекти на рок-концерт.                                                                                        |                    |                                     |                                               |                             |             |
| 2.19 | 28 лютого, 1988    | Impo-Dent                           | «Вм'ятимопотент»                              | Сенді Спранг, Марсі Восбург | Джеррі Коен |
| Марсі залишає вм'ятину на новому автомобілі Стіва і гірко шкодує про це. Помста Стіва страшна, він оголошує, що через Марсі він став імпотентом і тепер Марсі повинна відпрацювати провину як його персональна служниця.      |                    |                                     |                                               |                             |             |
| 2.20 | 6 березня, 1988    | Just Married… with Children         | Нещодавно одружені… та з дітьми               | Еллен Л. Фогл               | Лінда Дей   |
| Заповнивши анкету Роадсів, Ел та Пеггі приходять на шоу для наречених «Як я кохаю тебе», видаючи себе за Стіва та Марсі. |                    |                                     |                                               |                             |             |
| 2.21 | 13 березня, 1988   | Father Lode                         | Батькова схованка                             | Джеррі Перзіган             | Лінда Дей   |
| Ел намагається зберегти свій виграш від гонок у секреті, у той час як Пеггі риється у його гаманці. |                    |                                     |                                               |                             |             |
| 2.22 | 1 травня, 1988     | All in the Family                   | Родина у зборі                                | Марсі Восбург, Сенді Спранг | Лінда Дей   |
| Сільські родичі Пеггі відвідують її родину: войовничі дядьки, співаючі тітки, чия сольна кар'єра погрожує бути зруйнованою Елом.                                                                                              |                    |                                     |                                               |                             |             |